# Dysplasie polyépiphysaire
 Mise en garde médicale
La  dysplasie épiphysaire multiple ou maladie de Fairbank est une chondrodysplasie caractérisée par une atteinte des épiphyses, responsable de douleurs articulaires précoces, d'ostéochondrites répétées et d'arthrose précoce.